# Gustaf Murray
Gustaf Murray, född 28 mars 1747 i Stockholm, död 4 maj 1825 i Västerås, var en svensk biskop. Han var son till Andreas Murray, bror till Johan Anders och Adolph Murray.

## Biografi
Murray blev 1760 student vid Uppsala universitet och 1768 filosofie magister i Göttingen, prästvigdes 1770 och var därefter i fyra år vice pastor vid Tyska S:ta Gertruds församling i Stockholm. Han kallades 1774 till ordinarie hovpredikant hos hertig Karl samt blev 1778 teologie doktor och 1780 kyrkoherde i Jakobs och Johannes församlingar i Stockholm.
1786 blev han Prästeståndets fullmäktig i Rikets ständers bank, 1792 ledamot av ecklesiastikberedningen och 1793 medlem av kommittén för kyrkohandbokens, psalmbokens och katekesens förbättrande. 1798-1801 var han preses i Samfundet Pro Fide et Christianismo. 1801 befordrades Murray till pastor primarius och kyrkoherde i Storkyrkoförsamlingen, 1809, efter statsvälvningen, till överhovpredikant och ordensbiskop, adlades 1810 under namnet Murray samt utnämndes 1811 till biskop i Västerås stift.